# Elecciones legislativas de Francia de 2007
Las elecciones legislativas de Francia de 2007 tuvo lugar el domingo 10 de junio de 2007 y el domingo 17 de junio de ese mismo año, pocas semanas después de la elección de Nicolas Sarkozy como presidente de Francia.

## Resultados
| Partidos y Coaliciones                                       | Partidos y Coaliciones | Partidos y Coaliciones | Primera Vuelta | Primera Vuelta | Primera Vuelta | Segunda Vuelta | Segunda Vuelta | Escaños |
| Partidos y Coaliciones                                       | Partidos y Coaliciones | Partidos y Coaliciones | Votos          | %              | Escaños        | Votos          | %              | Escaños |
| ------------------------------------------------------------ | --- | ---------------------- | -------------- | -------------- | -------------- | -------------- | -------------- | ------- |
|                                                              | Unión por un Movimiento Popular (Union pour un mouvement populaire)                                                                               | UMP                    | 10.289.737     | 39,54          | 98             | 9.460.710      | 46,36          | 313     |
|                                                              | Nuevo Centro (Nouveau centre) | NC                     | 616.440        | 2,37           | 8              | 433.057        | 2,12           | 22      |
|                                                              | Otros partidos de derecha (Divers droite) | DVD                    | 641.842        | 2,47           | 2              | 238.588        | 1,17           | 9       |
|                                                              | Movimiento por Francia (Mouvement pour la France)                                                                                                 | MPF                    | 312.581        | 1,20           | 1              | -              | -              | 1       |
| Total "Mayoría Presidencial" (Derecha)                       | Total "Mayoría Presidencial" (Derecha) |                        | 11.860.600     | 45.58          | 109            | 10.132.355     | 49.65          | 345     |
|                                                              | Partido Socialista (Parti socialiste) | PS                     | 6.436.520      | 24,73          | 1              | 8.624.861      | 42,27          | 186     |
|                                                              | Partido Comunista Francés (Parti communiste français)                                                                                             | PCF                    | 1.115.663      | 4,29           | 0              | 464.739        | 2,28           | 15      |
|                                                              | Otros partidos de izquierda (Divers gauche) | DVG                    | 513.407        | 1,97           | 0              | 503.556        | 2,47           | 15      |
|                                                              | Partido Radical de Izquierda (Parti radical de gauche)                                                                                            | PRG                    | 343.565        | 1,32           | 0              | 333.194        | 1,63           | 7       |
|                                                              | Les Verts | VEC                    | 845.977        | 3,25           | 0              | 90.975         | 0,45           | 4       |
| Total "Izquierda Unida"                                      | Total "Izquierda Unida" |                        | 9.255.132      | 35,56          | 1              | 10.017.325     | 49,10          | 227     |
|                                                              | Movimiento Demócrata (Mouvement démocrate) | MoDem                  | 1.981.107      | 7,61           | 0              | 100.115        | 0,49           | 3       |
|                                                              | Regionalistas y separatistas |                        | 133.473        | 0,51           | 0              | 106.484        | 0,52           | 1       |
|                                                              | Otros | DIV                    | 267.760        | 1,03           | 0              | 33.068         | 0,16           | 1       |
|                                                              | Frente Nacional (Front national) | FN                     | 1.116.136      | 4,29           | 0              | 17.107         | 0,08           | 0       |
|                                                              | Otros partidos de extrema izquierda incluyendo a Liga Comunista Revolucionaria (Ligue communiste révolutionnaire) y Lucha Obrera (Lutte ouvrière) | ExG                    | 888.250        | 3,41           | 0              | -              | -              | 0       |
|                                                              | Caza, Pesca, Naturaleza, Tradiciones (Chasse. pêche. nature. traditions)                                                                          | CPNT                   | 213.427        | 0,82           | 0              | -              | -              | 0       |
|                                                              | Otros ecologistas |                        | 208.456        | 0,80           | 0              | -              | -              | 0       |
|                                                              | Otros partidos de extrema derecha incluyendo al Movimiento Nacional Republicano (Mouvement national républicain)                                  | ExD                    | 102.124        | 0,39           | 0              | -              | -              | 0       |
|                                                              | Total |                        | 26.026.465     | 100,00         | 110            | 20.406.454     | 100,00         | 577     |
| Abstención: 39.58% (primera vuelta), 40.02% (segunda vuelta) | |                        |                |                |                |                |                |         |

- Datos: Q740550
- Multimedia: French legislative elections (2007) / Q740550